# ساول هالبن
ساول هالبن (بالإنجليزية: Saul Halpin)‏ هو لاعب كرة قدم بريطاني في مركز الوسط، ولد في 25 أكتوبر 1991 في Bodmin ‏ في المملكة المتحدة. لعب مع نادي توركي يونايتد.

## وصلات خارجية
- ساول هالبن على موقع قاعدة بيانات كرة القدم.إي يو (الإنجليزية)
- ساول هالبن على موقع Soccerbase.com (لاعب) (الإنجليزية)